# Чверть талера

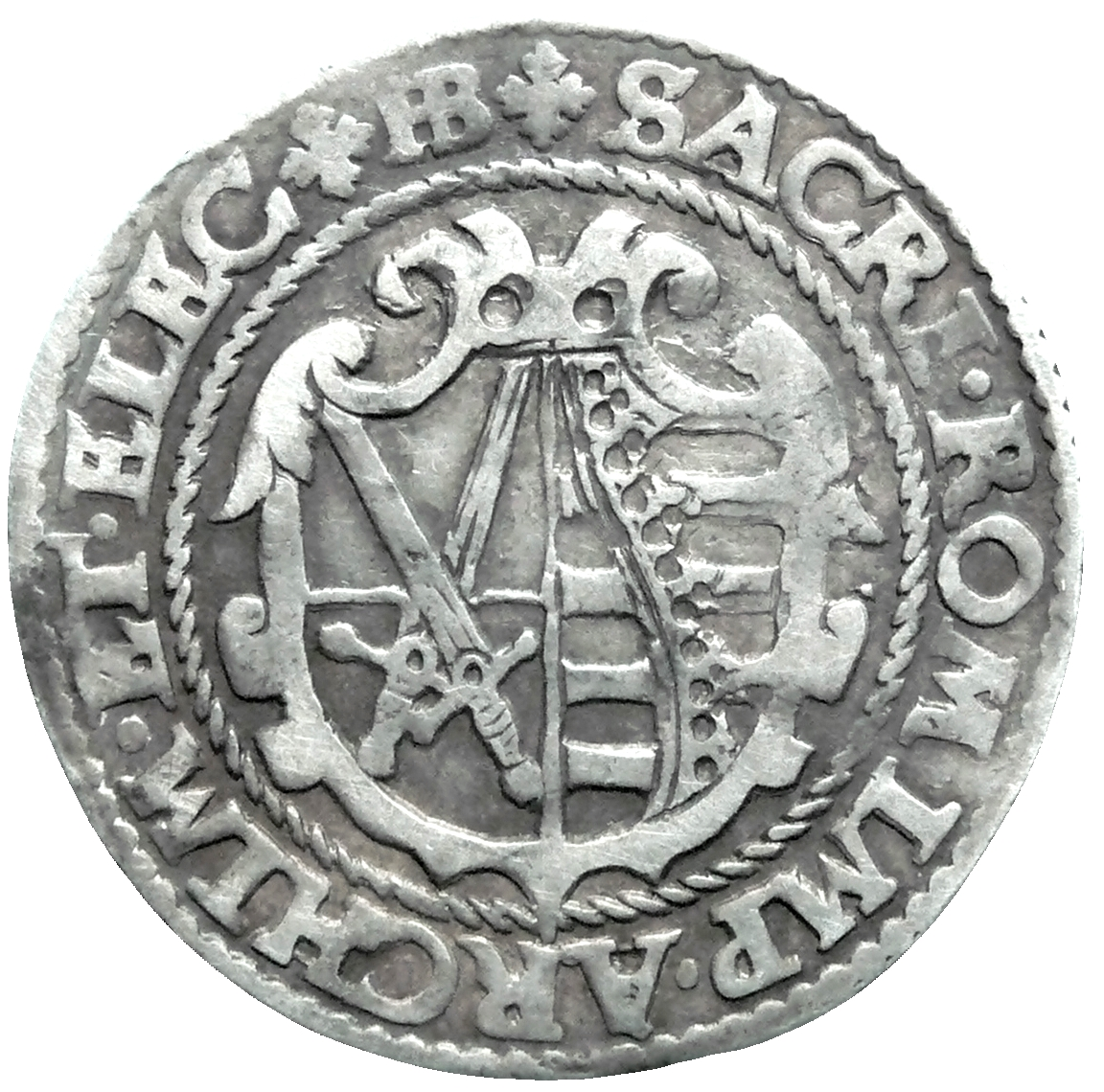
Чверть талера 1573 р.

Фіртельталер (нім. Vierteltaler, дослівно — Чверть талера) — назва популярної монети, яка карбувалася у великій кількості з моменту появи талера і яка становила його 4-ту частину. Вперше почали карбувати в Саксонії при Фрідріху III Мудрому (1486—1535), в 1707 р. — на монетному дворі в Цвікау і випускалася до часу правління Фрідріха Августа II (1733—1763). У Бранденбурзі першим став карбувати чверть талера курфюрст Йоахім II (1499—1525) без вказівки монетного двору. Під назвою «орт» чверть талера карбувалася при Георгії-Вільгельмі (1619—1640) в Кенігсберзі (нині Калінінград). Останні чверть талера були випущені в Пруссії в 1786 році імовірно як монети на смерть Фрідріха II в 1786 році.
На півдні Німеччини Аугсбурзьким імперським монетним указом 1566 р. передбачалося, після відновлення карбування талерів, налагодити також карбування чверті талера; це рішення поширювалося і на інші області, де користувалися талером. З запровадженням срібного гульдена в 2/3 талера карбування чверті талера значно скоротилося через ускладнення розрахунків.